# Liparetrus pimbus
Liparetrus pimbus är en skalbaggsart som beskrevs av Britton 1980. Liparetrus pimbus ingår i släktet Liparetrus och familjen Melolonthidae. Inga underarter finns listade i Catalogue of Life.